# Live at Winterland '68
Live at Winterland '68 è un album di Janis Joplin con la Big Brother and the Holding Company, la band di cui era la cantante. È stato registrato al Winterland Ballroom il 12 e il 13 aprile 1968 e comprende una selezione di brani dai loro album in studio, compresi alcuni brani del successivo Cheap Thrills.

## Tracce
1. Down on Me – 3:01 (Janis Joplin)
2. Flower in the Sun – 3:12 (Sam Andrew)
3. I Need a Man to Love – 5:52 (Janis Joplin, Sam Andrew)
4. Bye Bye Baby – 4:14 (Powell St. John)
5. Easy Rider – 5:17 (James Gurley)
6. Combination of the Two – 6:58 (Sam Andrew)
7. Farewell Song – 5:58 (Sam Andrew)
8. Piece of My Heart – 6:41 (Bert Berns, Jerry Ragovoy)
9. Catch Me Daddy – 5:45 (Peter Albin, Sam Andrew, Dave Getz, James Gurley, Janis Joplin)
10. Magic of Love – 3:08 (Mark Spoelstra)
11. Summertime – 4:38 (Dubose Heyward, George Gershwin, Ira Gershwin)
12. Light Is Faster Than Sound – 7:16 (Peter Albin)
13. Ball and Chain – 9:43 (Big Mama Thornton)
14. Down on Me – 4:03 (Janis Joplin)

## Musicisti
- Janis Joplin - voce
- Sam Andrew - chitarra, voce
- Sam Andrew - voce solista (brano: Combination of the Two)
- James Gurley - chitarra, voce
- James Gurley - voce solista (brano: Easy Rider)
- Peter Albin - basso, voce
- Peter Albin - voce solista (brano: Light Is Faster Than Sound)
- David Getz - batteria, voce